# Aikaryu
Aikaryu (藍華柳, Aikarjú, stylizováno jako 藍華柳~Aikaryu~) byla japonská visual kei goticko-metalová kapela založená v dubnu roku 2000.

## Historie
Původní sestavu tvořili vokalista Fukao, baskytarista Šun, bubeník Uli a kytaristé Aki/Amare[ujasnit] a Kitamori. Kitamori skupinu opustil v květnu 2000. První koncert odehráli v říjnu téhož roku. V prosinci vokalistu Fukaa nahradil Kaworu. V lednu 2001 se připojil kytarista Death, který byl v lednu následujícího roku nahrazen Teruem. V červenci 2002 byl baskytarista Šun nahrazen Ikkóem a v prosinci skupinu opustil kytarista Aki/Amare, jehož místo zaujal Takamasa. V květnu 2003 byl baskytarista Ikkó nahrazen Nikuem. V srpnu téhož roku Aikaryu podepsali smlouvu s vydavatelstvím Crow Music. V září byl baskytarista Niku nahrazen Daikim. Dne 28. září 2003 vydali svůj debutový singl, Aizome Kjóto ~oreiro ni somaru kimi ga aho ni nattejuku…~ (藍染京都~俺色に染まる君がアホになってゆく・・・~). V červnu 2005 skupinu opustil kytarista Takamasa. Takamasu nakrátko nahradil Hiroši, jehož místo následně zaujal Shagrath. Dne 20. března 2006 utrpěla skupina během návratu z koncertu vážná zranění při autonehodě. V prosinci 2006 odehráli krátké turné s názvem Love or Dragon LIVE!, kterého se však kvůli následkům zranění nezúčastnil bubeník Uli. V dubnu 2007 oznámili rozpad, jehož hlavním důvodem byly Uliho přetrvávající zdravotní komplikace. Po rozpadu skupiny hudební scénu opustil kvůli zhoršenému zdravotnímu stavu také Kaworu. Poslední koncert odehráli 15. července 2007.

## Členové
Poslední sestava
- Kaworu (カヲル, Kaoru) – vokály (2002–2007)
- Daiki (だいき) – baskytara (2003–2007)
- Uli – bicí (2002–2007)
- Teru – kytara (2002–2007)
- Shagrath – kytara (2005–2007)

Dřívější členové
- Fukao (深尾) – vokály (2000–2002)
- Šun – baskytara (2000–2002)
- Ikkó – baskytara (2002–2003)
- Niku (肉)– baskytara (2003)
- Kitamori (北森) – kytara (2000)
- Aki/Amare[ujasnit] (亜希) – kytara (2000–2002)
- Death – kytara (2002)
- Takamasa – kytara (2002–2005)
- Hiroši (ヒロシ) – kytara (2005)

## Diskografie
Alba a EP
- Kaizokuban ~Aye.Ai.sir~ (海賊盤～Aye.藍.sir～) – 9. srpna 2004
- Aikaryu čokki arubamu ~oretači best jori čokki ha~ (藍華柳チョッキアルバム～俺達ベストよりチョッキ派～) – 29. června 2007, kompilační album

Singly
- Aizome Kjóto ~oreiro ni somaru kimi ga aho ni nattejuku…~ (藍染京都~俺色に染まる君がアホになってゆく・・・~) – 28. září 2003
- Rjúnensei (柳年生) – 6. února 2004
- Indigo Blue Story – 13. března 2005
- Taijó ga itai jó (太陽が痛いよう) – 18. června 2005
- Vanpaia de manpai ja! (ヴァンパイアデ満杯や！) – 3. prosince 2005
- Kecu kecu kecu kecu kecu kecu kecu kecu kecu ~kjúkecu~ (尻尻尻尻尻尻尻尻尻～きゅうけつ～) – 8. prosince 2005

Videa
- Gogo wa xx Aikaryu bideo (午後はｘｘ藍華柳ビデオ) – 24. října 2004
- Happy End – 15. července 2007
- Kaisan dewanaku socugjó THE DVD (解散ではなく卒業 THE DVD) – 3. října 2007

Kolaborativní alba
- Punishment Party Vol.3 (skladba Mómokuna kikeidži no kaisenkjoku (盲目ナ奇形児ノ回旋曲)) – 25. března 2002
- Punishment Party Vol.4 (skladba Mind…F) – 25. července 2002
- New Scream Date 2002 (skladba Ruzeru to šizuki) – 29. září 2002
- Water & Oil (skladby Nabanax a Rámen (ラーメン), split-singl se skupinou Mizeria) – 22. května 2004
- Crow That Wore Crown (skladba Kjúkecu ~uruwašiki nandži no či~ ) – 29. října 2008